# 野村弘樹
野村弘樹（1969年6月30日—）為日本的棒球選手，出生於廣島縣廣島市。他曾效力於日本職棒橫濱DeNA灣星等，守備位置為投手，2002年退休，生涯通算101勝。